# Coppa di Francia 1978-1979
La stagione 1978-79 è stata la 62ª edizione della Coppa di Francia.

## Risultati

### Trentaduesimi di finale
| Squadra 1           | Risultato       | Squadra 2         |
| ------------------- | --------------- | ----------------- |
| Bordeaux            | 1 - 0           | Guingamp          |
| Olympique Alès      | 3 - 3 (4-3 dcr) | Sochaux           |
| Olympique Lione     | 3 - 0           | Cannes            |
| Metz                | 3 - 1           | Mulhouse          |
| Lens                | 3 - 2           | Laval             |
| Nîmes               | 0 - 1 (dts)     | Montpellier       |
| Bastia              | 7 - 0           | Brest             |
| Olympique Marsiglia | 3 - 1           | Tolone            |
| Nancy               | 8 - 2           | Creil             |
| Paris FC            | 5 - 1           | Fontainebleau     |
| Strasburgo          | 3 - 0           | Sedan             |
| Monaco              | 1 - 0           | Muret             |
| Paris Saint-Germain | 6 - 1           | La Roche-sur-Yon  |
| Lilla               | 2 - 0           | Calais RUFC       |
| Nizza               | 3 - 0           | INF Vichy         |
| Angers              | 1 - 0           | Le Havre          |
| Stade Reims         | 3 - 0           | Caen              |
| Nantes              | 8 - 0           | Beauvais          |
| Saint-Étienne       | 5 - 0           | Saint-Pol-de-Léon |
| Valenciennes        | 2 - 0           | C. Papeete 1      |
| Auxerre             | 4 - 2 (dts)     | Chaumont          |
| Quimper Cornouaille | 3 - 1 (dts)     | Châteauroux       |
| Amiens              | 3 - 1           | Rouen             |
| Saint-Dié           | 3 - 0           | Épinal            |
| Angoulême           | 3 - 2           | Saintes           |
| Avignon             | 1 - 0           | Vauban            |
| Thonon              | 2 - 1           | Béziers           |
| Besançon            | 1 - 0           | Saint-Quentin     |
| Ajaccio             | 1 - 0           | Sète              |
| Gueugnon            | 2 - 0           | Good Luck         |
| Martigues           | 2 - 2 (3-2 dcr) | La Gauloise       |
| La Rochelle         | 2 - 1           | Saint-Brieuc      |

### Sedicesimi di finale
| Squadra 1           | Totale | Squadra 2           | Andata | Ritorno |
| ------------------- | ------ | ------------------- | ------ | ------- |
| Strasburgo          | 7 - 1  | Valenciennes        | 4 - 0  | 3 - 1   |
| Monaco              | 6 - 2  | Paris Saint-Germain | 2 - 1  | 4 - 1   |
| Bordeaux            | 1 - 2  | Bastia              | 1 - 0  | 0 - 2   |
| Paris FC            | 0 - 2  | Angers              | 0 - 2  | 0 - 0   |
| Besançon            | 1 - 3  | Saint-Étienne       | 1 - 2  | 0 - 1   |
| Olympique Lione     | 1 - 4  | Montpellier         | 1 - 1  | 0 - 3   |
| Amiens              | 0 - 5  | Lilla               | 0 - 2  | 0 - 3   |
| Metz                | 0 - 3  | Angoulême           | 0 - 2  | 0 - 1   |
| Lens                | 4 - 5  | Nancy               | 1 - 2  | 3 - 3   |
| Olympique Marsiglia | 6 - 2  | Saint-Dié           | 3 - 1  | 3 - 1   |
| Nizza               | 3 - 2  | Martigues           | 1 - 0  | 2 - 2   |
| Thonon              | 2 - 4  | Nantes              | 1 - 1  | 1 - 3   |
| La Rochelle         | 2 - 3  | Stade Reims         | 1 - 1  | 1 - 2   |
| Avignon Football 84 | 4 - 3  | Gazélec Ajaccio     | 4 - 1  | 0 - 2   |
| Stade Quimpérois    | 0 - 1  | Auxerre             | 0 - 1  | 0 - 0   |
| Gueugnon            | 4 - 2  | Olympique Alès      | 3 - 0  | 1 - 2   |

### Ottavi di finale
| Squadra 1           | Totale | Squadra 2           | Andata | Ritorno |
| ------------------- | ------ | ------------------- | ------ | ------- |
| Lilla               | 5 - 2  | Monaco              | 2 - 1  | 3 - 1   |
| Bastia              | 1 - 6  | Strasburgo          | 0 - 2  | 1 - 4   |
| Nantes              | 4 - 2  | Nizza               | 2 - 1  | 2 - 1   |
| Olympique Marsiglia | 6 - 3  | Angers              | 4 - 2  | 2 - 1   |
| Nancy               | 1 - 3  | Angoulême           | 1 - 0  | 0 - 3   |
| Stade Reims         | 1 - 2  | Avignon Football 84 | 1 - 1  | 0 - 1   |
| Gueugnon            | 3 - 2  | Saint-Étienne       | 3 - 0  | 0 - 2   |
| Auxerre             | 2 - 0  | Montpellier         | 0 - 0  | 2 - 0   |

### Quarti di finale
| Squadra 1           | Totale | Squadra 2           | Andata | Ritorno     |
| ------------------- | ------ | ------------------- | ------ | ----------- |
| Nantes              | 5 - 5  | Olympique Marsiglia | 3 - 1  | 2 - 4 (dts) |
| Gueugnon            | 0 - 8  | Strasburgo          | 0 - 6  | 0 - 2       |
| Lilla               | 1 - 2  | Auxerre             | 0 - 0  | 1 - 2       |
| Avignon Football 84 | 0 - 2  | Angoulême           | 0 - 1  | 0 - 1       |

### Semifinali
| Squadra 1 | Totale | Squadra 2  | Andata | Ritorno |
| --------- | ------ | ---------- | ------ | ------- |
| Auxerre   | 2 - 2  | Strasburgo | 0 - 0  | 2 - 2   |
| Nantes    | 7 - 3  | Angoulême  | 6 - 2  | 1 - 1   |

### Finale
| Squadra 1 | Risultato   | Squadra 2 |
| --------- | ----------- | --------- |
| Nantes    | 4 - 1 (dts) | Auxerre   |

| Arbitro: | Vautrot |

| |            | |
| Pécout 11’, 104’, 120’ Muller 103’ | Marcatori  | 49’ Mesonès |
| · Bertrand-Demanes · Bossis · 85’ Rio · Michel · Tusseau · Muller · Sahnoun · Rampillon · 61’ Trossero · Pécout · Amisse · A disposizione: · 61’ Baronchelli · 85’ Denoueix | Formazioni | · Szeja · Denis · Borel · Roque · Noël · Cuperly · Brot · Mesonès · Klose · Schaer 78’ · Delancray 106’ · A disposizione: · Truffaut 78’ · Hallet 106’ |
| Vincent | Allenatori | Roux |